# Nycteribia vicaria
Nycteribia vicaria är en tvåvingeart som beskrevs av Maa 1971. Nycteribia vicaria ingår i släktet Nycteribia och familjen lusflugor. Inga underarter finns listade i Catalogue of Life.